# Chalce Montes
Chalce Montes je pohoří na povrchu Marsu nacházející se na jižní polokouli v 800 kilometrů velké impaktní oblasti Argyre Planitia. Pohoří se táhne do délky 95 km. Rozkládá se na území, které je vymezeno hodnotami 54,4 až 53,3 S × 37,9° až 36,5° W.
Pojmenována byla v roce 1991.